# 김치컬트
"김치컬트"는 2013년 개봉된 단편 영화이다.

## 줄거리
곰팡이 연구소의 연구원인 지태는 처리해야 할 슈퍼 곰팡이 샘플을 잃어버린다. 그동안 샘플은 지태의 어머니가 보내준 김치에 붙어 서서히 변이를 시작하는데...(제12회 미쟝센 단편영화제)

## 출연
- 김윤배 - 이 영화의 메인 남주인공이자 진 최종 보스.